# Jos Everts
Jos Everts, né le 15 février 1964 à Delfzijl, est un duathlète et triathlète professionnel néerlandais, champion des Pays-Bas longue distance en 1990.

## Biographie
Jos Everts  réalise sa meilleure performance en 1990 à Almere en remportant le titre national sur longue distance. Cette année, il a également établi le record du monde du triathlon en salle. 1 500 m de natation (en piscine), 40 km de vélo (sur vélo stationnaire) et 10 km de course (sur tapis roulant d'exercice) réalisés en 1 heure 29 minutes et 50 secondes, améliorant ainsi l'ancien record de plus de 12 minutes.
L'année d'après, sur le championnat national, il termine second derrière Ben van Zelst dans une course tactique, alors que l'évènement sert de support au championnat d'Europe longue distance. À ses débuts la même année à l'Ironman d'Hawaï, il termine à la onzième place en 8 h 55 min 32 s,.
En 1992, Jos remporte l'Ironman Europe à Roth avec un temps de 8 h 6 min 12 s. Il se qualifie à nouveau pour l'Ironman Hawaï où il termine vingt-deuxième en 8 h 54 min 11 s.

## Vie privée
Jos Everts est pharmacien et vit à Vught. Il participe a des trails entre 2011 et 2022, en catégorie séniors jusqu'à l'année de ses cinquante-huit ans.

## Palmarès
Le tableau présente les résultats les plus significatifs (podium) obtenus sur le circuit national et international de triathlon et de duathlon depuis 1989,.
| Année | Compétition                              | Pays      | Position           | Temps           |
| ----- | ---------------------------------------- | --------- | ------------------ | --------------- |
| 1993  | Powerman Duathlon                        | Suisse    | Médaille d'argent  | 6 h 28 min 57 s |
| 1993  | Ironman Australie                        | Australie | Médaille de bronze | 8 h 25 min 53 s |
| 1992  | Ironman Europe                           | Allemagne | Médaille d'or      | 8 h 6 min 12 s  |
| 1992  | Championnat des Pays-Bas                 | Pays-Bas  | Médaille d'argent  | 1 h 48 min 15 s |
| 1991  | Championnat d'Europe longue distance     | Pays-Bas  | Médaille d'argent  | 8 h 30 min 20 s |
| 1991  | Championnat des Pays-Bas longue distance | Pays-Bas  | Médaille d'argent  | 8 h 30 min 20 s |
| 1990  | Championnat des Pays-Bas longue distance | Pays-Bas  | Médaille d'or      | 8 h 29 min 46 s |
| 1989  | Embrunman                                | France    | Médaille de bronze | 9 h 55 min 45 s |
| 1989  | Championnat des Pays-Bas longue distance | Pays-Bas  | Médaille de bronze | 9 h 42 min 47 s |